# Сектыр
Сектыр — деревня в Игринском районе Удмуртской республики.

## География
Находится в центральной части Удмуртии на расстоянии приблизительно 17 км на запад-юго-запад по прямой от районного центра поселка Игра.

## История
Известна с 1873 года как починок Сеткыр с 8 дворами. В 1893 году (уже Сектырь) 17 дворов, в 1905 — 20, в 1920 (уже Сектыр)- 19 (2 русских и 17 удмуртских), в 1924 — 23. С 1932 года деревня. До 2021 года входила в состав Новозятцинского сельского поселения.

## Население
Постоянное население составляло 61 человек (1873), 97 (1893, 13 русских и 84 удмуртов), 160 (1905), 205 (1924, все удмурты), 58 человек в 2002 году (удмурты 59 %, русские 41 %), 22 в 2012.